# Manuela Di Centa
Manuela Di Centa (Paluzza, Itàlia, 1963) és una esquiadora de fons italiana, ja retirada, que destacà a la dècada del 1990. Actualment és diputada al Parlament d'Itàlia.

## Biografia
Va néixer el 31 de gener de 1963 a la població de Paluzza, situada a la província d'Udine. És germana del també esquiador de fons Giorgio Di Centa i cosina de l'atleta Venanzio Ortis.

## Carrera professional

### Carrera esportiva
Va participar als 21 anys en els Jocs Olímpics d'Hivern de 1984 realitzats a Sarajevo (Iugoslàvia) on finalitzà novena en els relleus 4x5 km, vint-i-sisena en els 20 km, vint-i-quatrena en els 5 km i vint-i-vuitena en els 10 quilòmetres. En els Jocs Olímpics d'Hivern de 1988 realiotzats a Calgary (Canadà) finalitzà sisena en els 20 km, divuitena en els 5 km i vintena en els 10 quilòmetres. En els Jocs Olímpics d'Hivern de 1992 aconseguí guanyar la seva primera medalla olímpica al finalitzar tercera en la prova de relleus 4x5 km. amb l'equip italià, a més de finalitzar sisena en els 30 km, desena en la persecució 5/10 km i dotzena en els 5 quilòmetres. La seva vàlua, però, es confirmà en els Jocs Olímpics d'Hivern de 1994 realitzats a Lillehammer (Noruega) on aconseguí guanyar 5 medalles: dues medalles d'or en els 15 km i 30 km, dues medalles de plata en els 5 km i la persecució 5/10 km i una medalla de bronze en els relleus 4x5 quilòmetres. En els Jocs Olímpics d'Hivern de 1998 realitzats a Nagano (Japó) finalitzà tercera en els relleus 4x5 km, i vint-i-unena en els 5 km i vint-i-tresena en la persecuió 5/10 quilòmetres.
Al llarg de la seva carrera guanyà 7 medalles en el Campionat del Món d'esquí nòrdic, si bé maig guanyà cap títol del món i les seves millors posicions foren els segons llocs aconseguits en els 30 km. (1993 i 1995) i relleus 4x5 km. (1991 i 1993). Fou la vencedora del la Copa del Món d'esquí de fons de les edicions de 1994 i 1996.
El 2003 es convertí en la primera dona italiana en fer el cim de l'Everest amb ajuda d'oxigen. Com a membre del Comitè Olímpic italià fou una de les principals impulsores de la realització a la ciutat de Torí dels Jocs Olímpics d'Hivern de 2006.

### Carrera política
Membre del partit Força Itàlia, partit polític de Silvio Berlusconi, en les eleccions legislatives de l'any 2006 fou escollida diputada al Parlament d'Itàlia.